# Programa Flagship

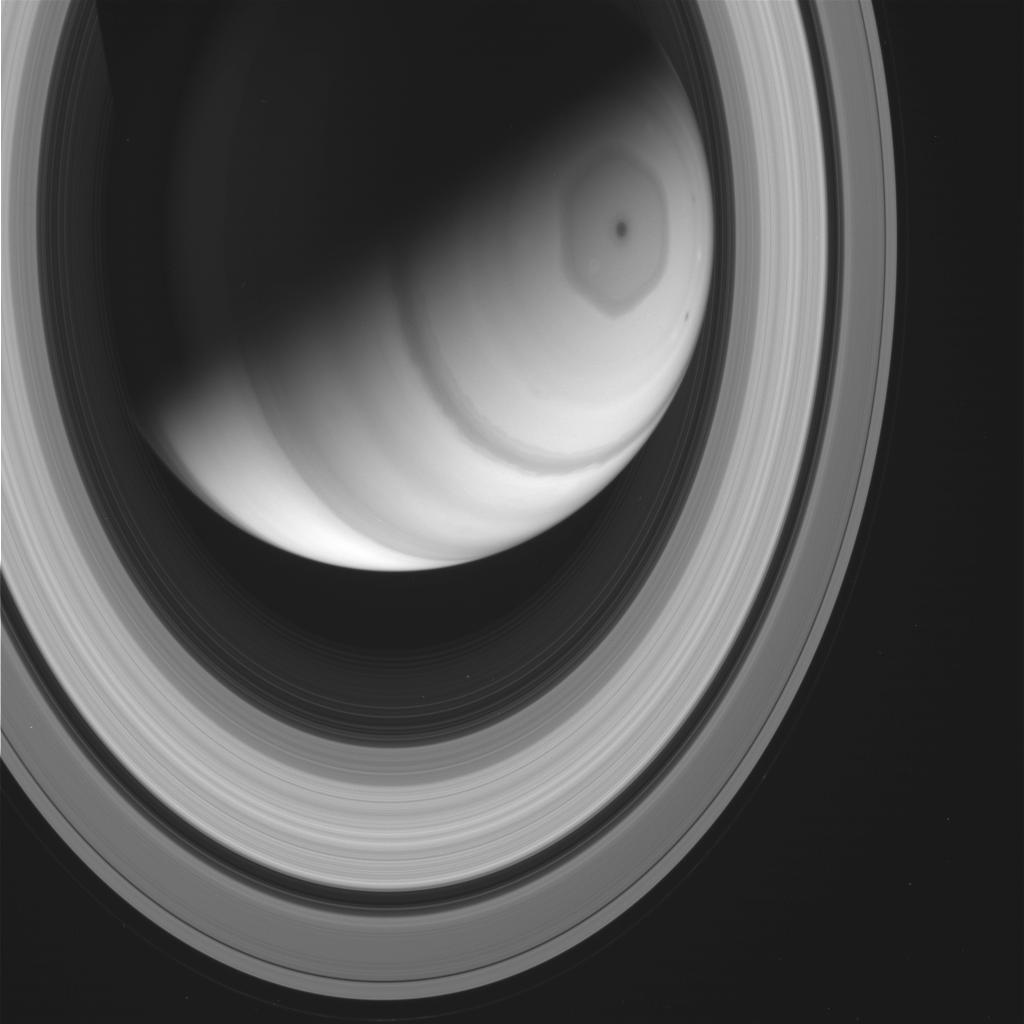
Saturno visto por el satélite Cassini

El Programa Flagship es una serie de misiones de la NASA para explorar el Sistema Solar. Es el mayor y de más presupuesto de los tres programas existentes para explorar el Sistema Solar -los otros dos son el programa de medio coste New Frontiers y el programa de menor coste Discovery.
Según la NASA, el presupuesto de una misión del Programa Flagship oscila entre los dos mil y tres mil millones de dólares. Estas misiones serán cruciales y permitirán al ser humano alcanzar y explorar objetivos de alta prioridad. Estos objetivos especialmente importantes podrían ayudar a localizar en los límites del espacio lugares con posibilidad de darse habitabilidad planetaria, no sólo para el Sistema Solar, sino también para sistemas planetarios en general. Potencialmente proporcionan la oportunidad para identificar moléculas orgánicas prebióticas o incluso vida fuera de la Tierra, en caso de existir, en el Sistema Solar.
Los objetivos de las misiones del Programa Flagship incluyen misiones complejas a la atmósfera y superficie de Venus, la atmósfera baja y superficie de Titán, la superficie y el subsuelo de Europa, la profunda Atmósfera de Neptuno, la superficie de su luna, Tritón, y la superficie del núcleo de un cometa donde se conservan muestras conservadas criogénicamente.

## Historia
Entre las misiones que controla El Programa Flagship se encuentran la Mars Science Laboratory (abreviada MSL), conocida como Curiosity, la nave-sonda Cassini-Huygens, la sonda Galileo, y las sondas Voyager. Las sondas Voyager marcaron la transición entre las primeras misiones no tripuladas de la NASA como las sondas Mariner, las sondas Viking , las sondas Pioneer, las sondas Surveyor, las sondas Ranger, etc., y el programa Flagship, que contaría con mayor presupuesto. A principios de la década de 1990, la NASA decide dar un enfoque nuevo a las misiones, centrándolas en objetivos preseleccionados, barajando la posibilidad de elegir entre varias misiones a la vez. De estas selecciones se crearon varios programas, según su presupuesto, siendo estos, de menor a mayor presupuestos, el programa Discovery, el programa New Frontiers y el programa Flagship. Mientras se forman los equipos que controlarían los programas Discovery y New Frontiers, las misiones del programa Flagship estarían controladas por equipos formados por las altas instancias de la NASA. Por lo tanto, mientras las misiones de los programas Discovery y New Frontiers tienen un seguimiento programado y ya estructurado, las misiones del programa Flagship están planeadas y enfocadas de manera distinta cada una de ellas.
El Informe Decenal de Ciencia Planetaria del año 2011 recomendaba a la NASA que la misión con mayor prioridad sería desarrollar un rover para que recogiese muestras en Marte, llamado Mars Astrobiology Explorer-Cacher (MAX-C), como aportación americana al proyecto internacional ExoMars, en el que colaboran junto con la Agencia Espacial Europea y la Agencia Espacial Federal Rusa y como precursor de una misión de ida y vuelta con muestras recogidas de Marte. La segunda misión de mayor prioridad es la denominada Jupiter Europa Orbiter, componente de la misión conjunta EJSM/Laplace iniciada por la NASA  y la ESA para realizar un estudio detallado de  la luna Europa por su alto interés astrobiológico.

## Estado actual

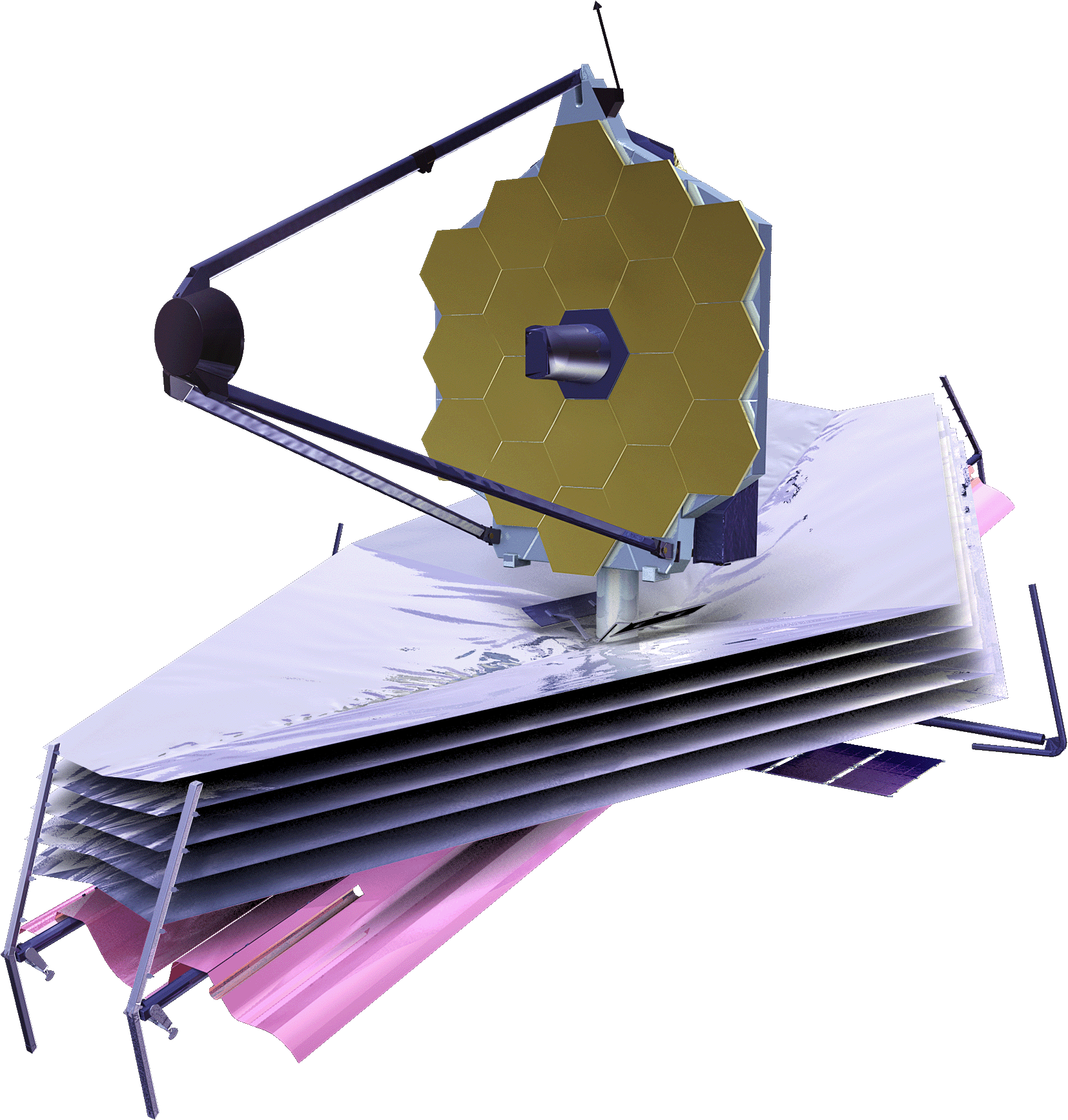
Ilustración del Telescopio espacial James Webb

El 13 de febrero de 2012, el presidente de Estados Unidos, Barack Obama, durante la presentación del año fiscal 2013, anunció que debido a los recortes presupuestarios, no participaría en el proyecto ExoMars, para poder costear el alto precio que supone colocar en órbita el Telescopio espacial James Webb. El resto de misiones programadas por la NASA para el programa Flagship también fueron suspendidas de modo indefinido. El 4 de diciembre de 2012, anunció la NASA la aprobación de la misión espacial Mars 2020, un rover que tomaría muestras, del mismo modo que el Curiosity. En junio del año 2015, también fue aprobada la sonda Europa Clipper por la NASA, y entró en la etapa de formulación.